# Tara Fares
Tara Fares, eigentlich Asha Tara Faris Shamoon (arabisch تارة فارس شمعون, DMG Tāra Fāris Šamʿūn; * 10. Januar 1996; gestorben 27. September 2018 in Bagdad), war ein irakisches Model. Bekanntheit erlangte sie durch ihren Instagram-Kanal, dem bis zu 2,7 Millionen Nutzer folgten. Sie wurde von unbekannten Tätern ermordet.

## Leben und Tod
Tara Fares, Tochter eines irakischen Vaters und einer libanesischen Mutter, wohnte in Erbil. Als Christin getauft, konvertierte sie später zum Islam. Als 16-Jährige heiratete sie auf Wunsch der Eltern. Nach der Geburt ihres Sohnes ließ sie sich scheiden. In ihrem Instagram-Kanal dokumentierte sie ihren westlichen Lebensstil.
Die vormalige Miss Bagdad und Zweite des Miss-Irak-Wettbewerbs 2014 wurde im September 2018 in ihrem Porsche fahrend im Bagdader Viertel Camp Sarah mit drei Schüssen von einem Fußgänger getötet, der als Beifahrer auf einem Motorrad flüchtete. Die Täter wurden nicht gefasst. Ihre Anhänger gehen davon aus, dass die Tat in Zusammenhang mit ihrem Lebensstil steht. Der im jordanischen Exil lebende Satiriker Ahmed al-Bashir äußerte sich im Kurznachrichtendienst Twitter entsprechend: „Jeder, der eine Ausrede für die Mörder eines Mädchens findet, nur weil sie sich dazu entschlossen hat, so zu leben, wie fast alle Mädchen auf diesem Planeten, macht sich zum Komplizen.“
Ihr Leichnam wurde ins Sheikh-Zayed-Hospital in Bagdad zur Obduktion gebracht. Das irakische Innenministerium kündigte eine Untersuchung des Falls an, die keine neuen Erkenntnisse brachte.

## Reminiszens
Nach der Ermordung der TikTokerin Om Fahad aka Ghufran Sawadi 2024 ebenfalls in Bagdad reminiszierten Medien an Tara Fares.